# Hangama
Hangama (Dari / Pashto: هنگامه) és una cantant afganesa que està activa des de 1975. A més de l'Afganistan, també és coneguda al Tadjikistan i l'Iran. Abans d’emigrar de l'Afganistan a la dècada del 1980, era considerada com una de les cantants femenines més populars del país.

## Vida i carrera
Originalment nascuda com a Zuhra, la seva mare va triar el nom de Hangama per a ella quan es va convertir en cantant. Criada en una família amant de la música, va començar la seva carrera musical l'any 1975 amb només 15 anys. Va ser estudiant de música de l'aclamat Ustad Nainawaz.
A finals dels 70 i principis dels 80, va sorgir amb Ahmad Wali com un duo musical molt popular i més tard es va convertir en la parella de cantants sense igual a mitjans dels 80. El duet va gravar les seves primeres cançons a l'Afganistan amb els vídeos que l'acompanyen es van fer molt populars, i la parella també va cantar una cançó per a la gendarmeria de Sarandoy de la República Democràtica d'Afganistan juntament amb altres gendarmes. Les seves cançons segueixen sent clàssics dels arxius musicals afganesos.
Després de marxar de l'Afganistan cap a Alemanya el 1985, Hangama i Wali es van casar. Va donar a llum un fill anomenat Massieh el 1986.
Hangama va guanyar el premi ATN com a millor cantant femenina el 29 de novembre de 2008 i també va ser nominada a la millor cantant femenina als premis Noor TV l'abril de 2008, però va ser superada per la cantant afganesa Naghma, que en canvi va guanyar el premi.

## Concerts
Després de marxar d'Alemanya, ha fet molts concerts sola i amb cantants com Najim Nawabi, Nasrat Parsa, Leila Forouhar, Naim Popal, Freshta Samah, Haider Salim, Walid Soroor i Waheed Soroor.
El 2005, Hangama va tornar a l'Afganistan per fer una ronda de concerts a Mazar Sharif i Kabul. Segons sembla, va ser aplaudida per la seva contribució a la música de l'Afganistan al llarg dels anys. Des d'aleshores fa concerts i programes de televisió almenys un cop l'any a diferents canals de televisió de Kabul.